# 籽骨
从解剖学上讲，籽骨（Sesamoid，/ˈsɛsəmɔɪd/），又称种子骨。是嵌入肌腱内的骨。
籽骨可见于跨关节的肌腱处如手、膝、足。从功能上看，它们起到保护肌腱和提高其机械性能的作用。籽骨的存在令肌腱可稍微远离关节中心，从而使力矩增加。籽骨也能防止肌腱因张力增加而在关节处扁平化，同时也使肌腱在负载范围内产生的力矩趋于稳定。这与半月板的作用（由软骨构成，在运动过程中分散关节受力并减少摩擦）不同。

## 人体解剖学
籽骨可见于身体的各个关节，包括：
- 膝：髌骨（股四头肌腱），也是人体中最大的籽骨。[3]
- 手：第一掌骨远端有两个籽骨（拇内收肌腱和拇短屈肌）。第二掌骨远端也有一个籽骨。
- 腕：腕部的豌豆骨是籽骨（尺侧腕屈肌腱的范围内）。[4]
- 足：第一跖骨与大脚趾连接处通常有两个籽骨（均在拇短屈肌(足)肌腱内的）。[5]个别人只有一个。

### 伤害及病变
- 籽骨炎是舞蹈演员足部的常见病。
- 双向籽骨中有两个独立的实体，通常是先天性的，但也可能与外伤史有关。
- 籽骨的血液供应非常有限，因此若不及时治疗则难以愈合。常因血液供应不足造成骨缺血性坏死。[6]

## 其他动物
在马解剖学中 ，籽骨一词通常是指在四肢的球节后方或掌指/跖趾关节处的两个籽骨。严格来说，这些应被称为近端籽骨，而应当被称为舟骨的是远端籽骨。髌骨也是籽骨在马体内存在的一种形式。
大熊猫和小熊猫的桡端籽骨比熊的大。它主要作用是为上面的爪垫提供支撑，使熊猫吃竹子时可用其他手指将其握住。熊猫的拇指通常被认为是一个扩展适应的范例。